# Teresa Ciepły
Teresa Barbara Ciepły (n. Wieczorek, n. 19 octombrie 1937, Brodnia Górna⁠(d), Łask County⁠(d), voievodatul Łódź, Polonia – d. 8 martie 2006, Bydgoszcz, Polonia) a fost o atletă poloneză în probele de sprint (plat și garduri) și de sărituri în lungime.

## Carieră
A fost o medaliată olimpică cu bronz în proba de ștafetă 4 × 100m la Jocurile Olimpice de vară din 1960. Doi ani mai târziu, a câștigat medalia de aur la probele de ștafetă 4 × 100m (cu un record european de 44,5 secunde) și medalia de argint la 80 m garduri, precum și o medalie de bronz la proba de 100 m sprint la Campionatul European din 1962 de la Belgrad. În același an, a fost aleasă ca sportivul polonez al anului, distincție acordată de cititorii ziarului Przegląd Sportowy. La Jocurile Olimpice de vară din 1964 a câștigat o medalie de aur la proba de ștafetă 4 × 100m,  cu un record mondial de 43,6 secunde, și o medalie de argint la 80 m garduri. La nivel național a câștigat titlurile poloneze la 80 m garduri (1961-62, 1964-1965) și la 100 m (1960-1962).
La scurt timp după Olimpiada din 1960 s-a căsătorit cu Olgierd Ciepły, un atlet polonez specialist în proba de aruncare a ciocanului. După retragere Ciepły a lucrat ca funcționar și antrenor de atletism în Bydgoszcz.
În 1996 ea a fost numită cetățean de onoare al orașului Bydgoszcz. A decedat în 2006 la vârsta de 68 de ani. După moartea ei, o școală gimnazială din Bydgoszcz a primit numele său.

## Realizări
| An   | Competiție           | Locație             | Loc | Eveniment    | Note   |
| ---- | -------------------- | ------------------- | --- | ------------ | ------ |
| 1958 | Campionatul European | Stockholm, Suedia   | 13  | lungime      | 5,63 m |
| 1960 | Jocurile Olimpice    | Roma, Italia        | 10  | 100 m        | 11,9 s |
| 1960 | Jocurile Olimpice    | Roma, Italia        | 9   | 80 m garduri | 22,5   |
| 1960 | Jocurile Olimpice    | Roma, Italia        | 3   | 4 × 100 m    | 45,0 s |
| 1962 | Campionatul European | Belgrad, Iugoslavia | 3   | 100 m        | 11,4 s |
| 1962 | Campionatul European | Belgrad, Iugoslavia | 1   | 80 m garduri | 10,6 s |
| 1962 | Campionatul European | Belgrad, Iugoslavia | 1   | 4 × 100 m    | 44,5 s |
| 1964 | Jocurile Olimpice    | Tokio, Japonia      | 2   | 80 m garduri | 10,5 s |
| 1964 | Jocurile Olimpice    | Tokio, Japonia      | 1   | 4 × 100 m    | 43,6   |